# Oscar za nejlepší krátký animovaný film
Cena Akademie za nejlepší krátký animovaný film je cena udělovaná každoročně Akademií filmových umění a věd od 5. udílení Cen Akademie roku 1932.
Současný název nese cena od 46. udílení cen v roce 1974. Během prvních 5 desetiletí její existence byly ceny předávány výrobcům krátkých filmů.
Na cenu byly zpočátku nominovány pouze americké filmy, to se změnilo až když byla v roce 1952 nominována National Film Board of Canada (NFB) za film The Romance of Transportation in Canada.
Prvním snímkem, který v této kategorii zvítězil, byly Flowers and Trees od Walta Disneyho, který od té doby drží rekord kategorie v počtu nominací (39) a výher (12).  Tom a Jerry (1940–67) od MGM je pak nejoceňovanějším animovaným seriálem v této kategorii, když byl nominován na celkem 13 Oscarů, přičemž jich získal 7. Série Looney Tunes od Warner Bros měla také velké počet (16) nominací a zaznamenala 5 vítězství.